# Haus Füchten

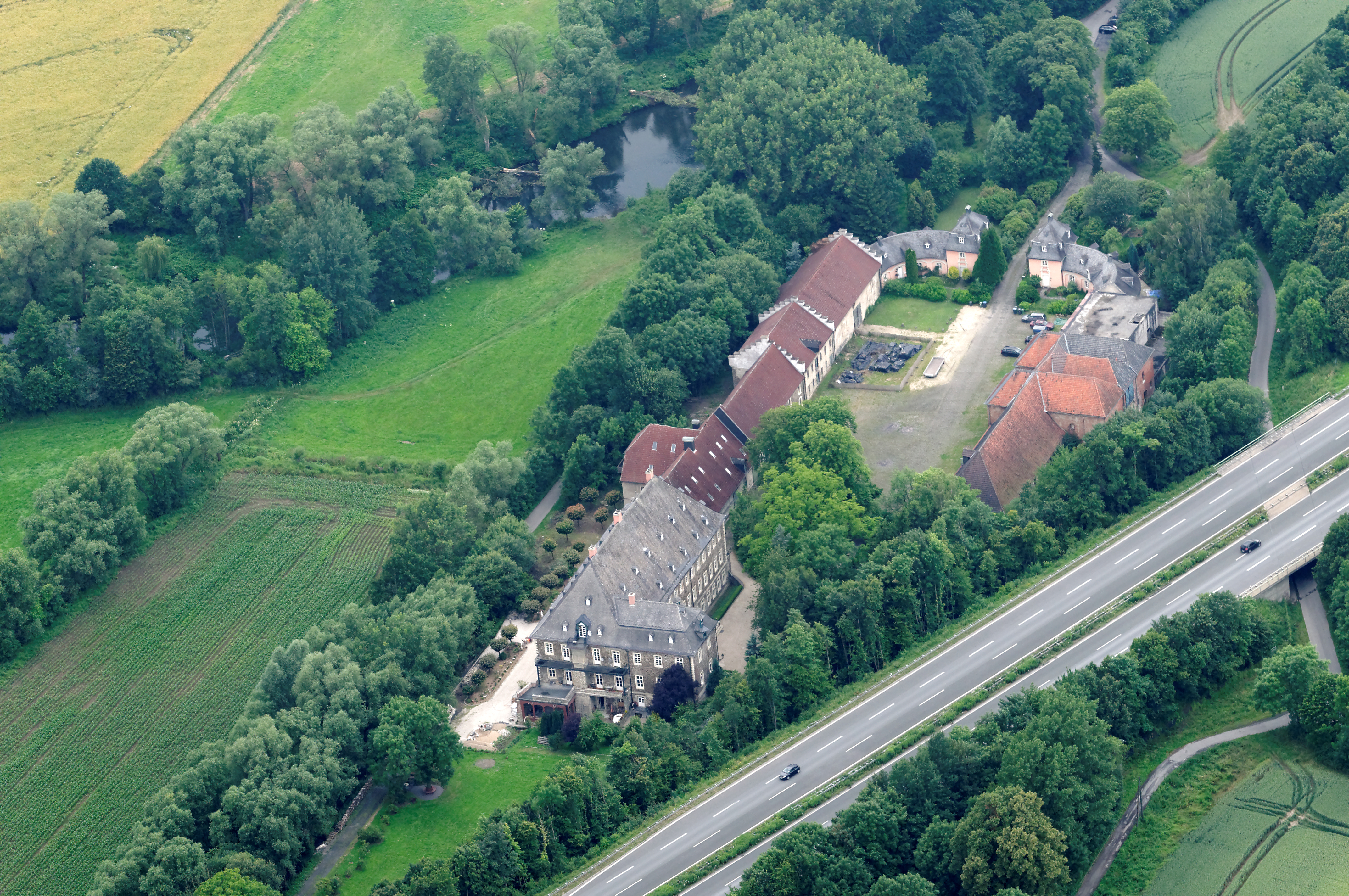
Blick auf Haus Füchten

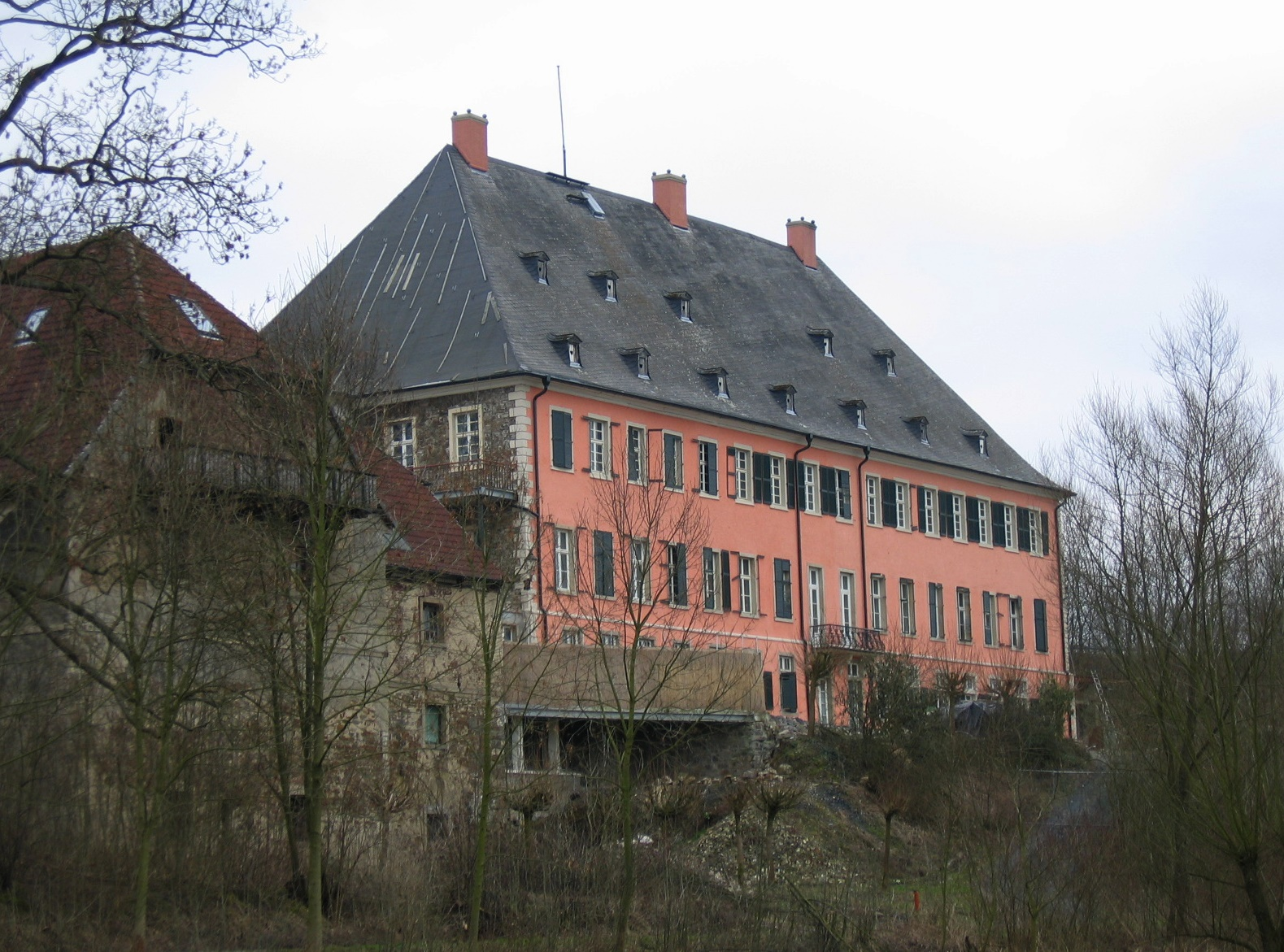
Haupthaus

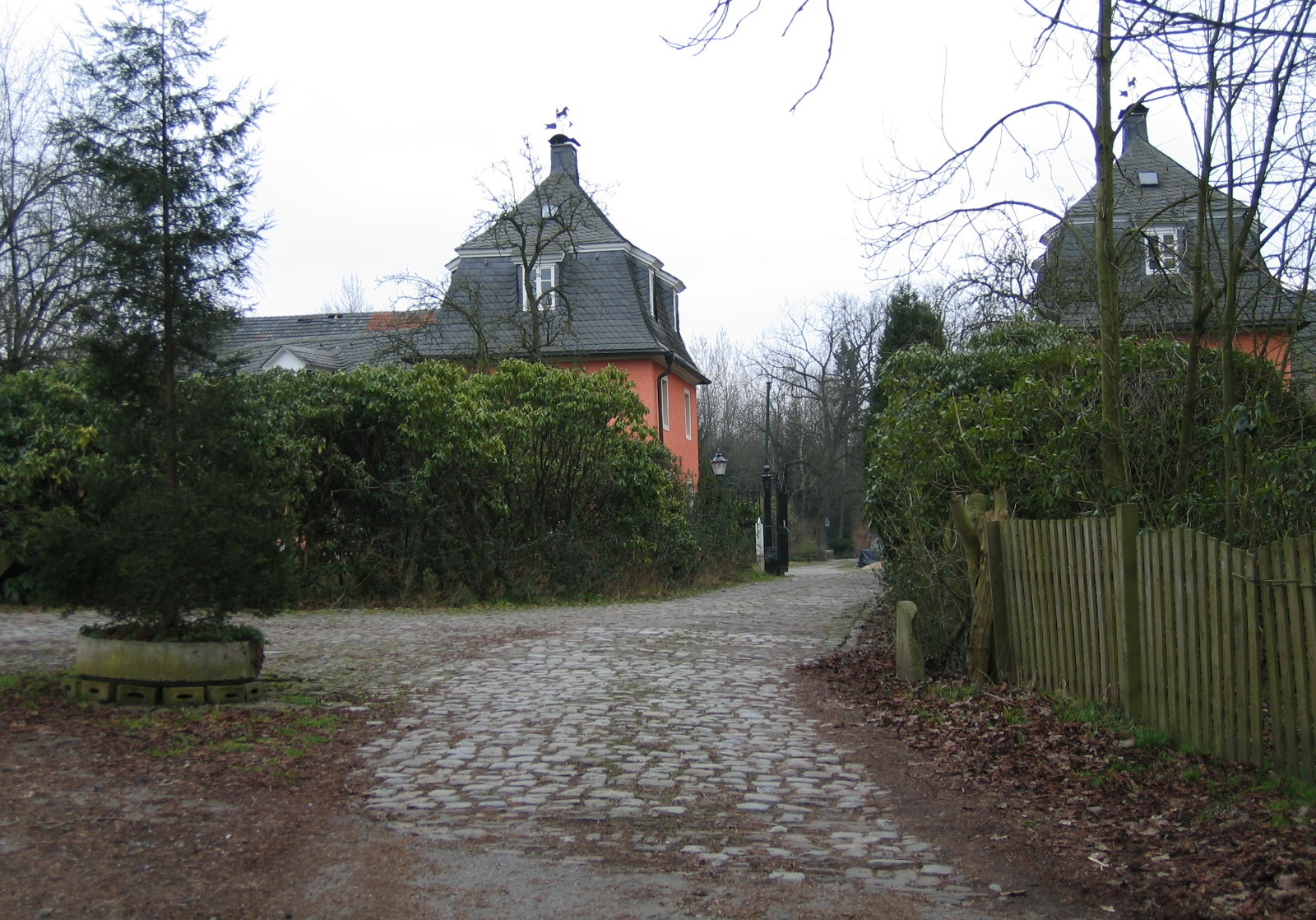
Zufahrt

Haus Füchten ist ein Herrenhaus in Ense im Sauerland. Das zweigeschossige Haus mit seinen Wirtschaftsgebäuden liegt östlich der Ruhr nahe dem Ortsteil Hünningen. 
Die damals an diesem Ort befindliche Burg, möglicherweise am Ruhrufer (Füchten = Feuchte), wurde erstmals 1298 als curtis de Vuchtene erwähnt, als das Lehen an den Ritter Goswin von Soest (Goswin von Rodenberg) vergeben wurde. Caspar Diedrich von Droste zu Erwitte ließ die Burg um 1700 abtragen und ein Schloss am Berghang errichten. 1726 erweiterte Ernst Dietrich Anton von Droste zu Füchten das Gebäude um einen Kapellenflügel. 
1834 erwarb der Gutsherr und Erbsälzer zu Werl Josef Caspar von Mellin (* 10. Dezember 1765 in Werl; † 5. Februar 1837 in Soest) Füchten. Mellin war Gründer der Mellin’schen Stiftung. Diese wurde, nach seinem und dem Tod seiner Ehefrau Freiin Sophie von Fürstenberg, im Jahr 1860 ins Leben gerufen. Mellin hinterließ sein gesamtes Vermögen der privaten Stiftung für mildtätige Zwecke, die in Räumlichkeiten des Hauses Füchten eine Ackerbauschule einrichtete. Armen Knaben und Waisenkindern konnte eine Ausbildung zu Ackerbauern und Forstwirten ermöglicht werden. Nach einigen Jahren musste die Schule wegen schlechter Verkehrsanbindung 1903 wieder geschlossen werden. Mitte der 1980er Jahre veräußerte die Stiftung das Anwesen an eine Privatperson.
Durch den Bau der Autobahn A 445 zwischen Werl und Arnsberg-Neheim wurden 1987 Gebiete des Anwesens, mit altem Baumbestand und Gräften, durchschnitten. 
Über eine Barockbrücke aus dem Jahr 1698 erreicht man den wappengekrönten Eingang des Haupthauses mit seiner zweiläufigen Freitreppe. Im großen Saal im ersten Obergeschoss, der reich mit figürlichen und ornamentalen Stuckaturen geschmückt ist, finden Konzerte und andere kulturelle Veranstaltungen statt. Die Schlosskapelle kann für Gottesdienste und Hochzeiten genutzt werden. Am Sonntag nach Fronleichnam führt seit etwa 150 Jahren die alljährlich stattfindende Füchtener Prozession von Bremen (jetzt Ense-Bremen) zum Haus.